# Port Nolloth
Port Nolloth ist eine Hafenstadt in der Lokalgemeinde Richtersveld, Distrikt Namakwa, Provinz Nordkap in Südafrika. 2011 hatte der Ort 6092 Einwohner mit 1831 Haushalten.

## Geschichte
Port Nolloths Geschichte begann um 1854/55, als ein Kommandeur Nolloth einen Umschlagshafen zum Abtransport des bei Springbok und Okiep im Hinterland gewonnenen Kupfererzes in dieser Bucht errichtete. Anfangs wurde die schon teilweise verarbeiteten Erze mit Ochsenkarren von den Minen zum Hafen transportiert, ab 1876 auf einer Schmalspurbahnstrecke. Diese Bahnstrecke wurde 1928 und erneut 1943 als unrentabel eingestellt. Nach dem Zweiten Weltkrieg wurde die Strecke bis auf zwei Abschnitte demontiert. Der eine verläuft vom Hafen in Port Nolloth 8 Kilometer landeinwärts bis zum 5-Meilen-Streckenpunkt, wo große Wassertanks errichtet worden waren. Der andere, 25 Kilometer lange Streckenabschnitt verblieb zwischen den Bergbaustandorten Okiep und Nababeep als Industriebahn.

## Geographie
Im Norden und Süden der Stadt gibt es sandige Küstenabschnitte. Der von der Antarktis kommende Benguelastrom sorgt dafür, dass die Wassertemperaturen 16 °C selten übersteigen. Dadurch findet kaum eine Verdunstung statt. Die Stadt liegt zwar am Meer, aber dennoch in einem ariden Gebiet mit nur 45 mm Niederschlag im Jahr. Allein die regelmäßigen Nebelschwaden, die nachts vom Meer heranziehen, sorgen von Februar bis Juli für regelmäßige Feuchtigkeit. Rund 80 Kilometer nördlich liegt die Mündung des Oranje und mit ihm die Grenze zu Namibia.

## Wirtschaft
In Port Nolloth stationierte Diamantensuchboote dürfen – mit einer Lizenz von De Beers – den Meeresboden nach Diamanten absuchen. Diese wurden über Millionen von Jahren von ehemaligen Flussläufen aus dem Binnenland zum Atlantik befördert. Mit großen Saugschläuchen werden die untermeerischen Sedimentlagen ehemaliger Flussläufe abgesaugt und mittels riesiger Wasserpumpen auf die Boote befördert. Dort werden die geförderten Massen gesiebt und vorgetrennt.
Da das Hafenbecken von Port Nolloth sehr flach ist, konnten hier nur Schiffe mit geringem Tiefgang anlegen. Heute bestimmen kleine Fischerboote – hauptsächlich werden Langusten gefangen – und Diamantensuchboote das Bild.
Badetourismus gibt es wegen der niedrigen Wassertemperaturen und des häufigen Seenebels in Port Nolloth nicht.

## Galerie

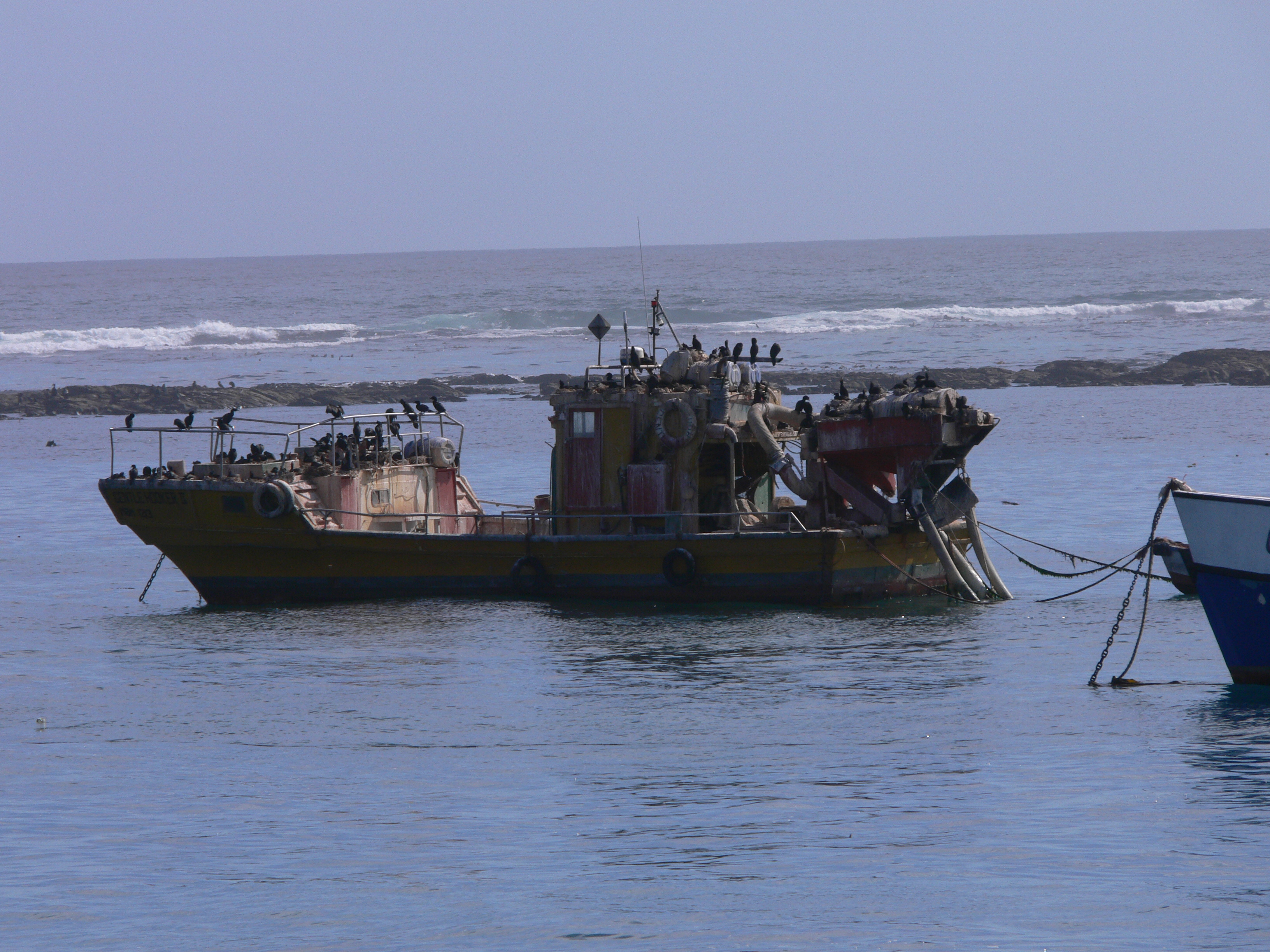
Wrack im Hafen von Port Nolloth
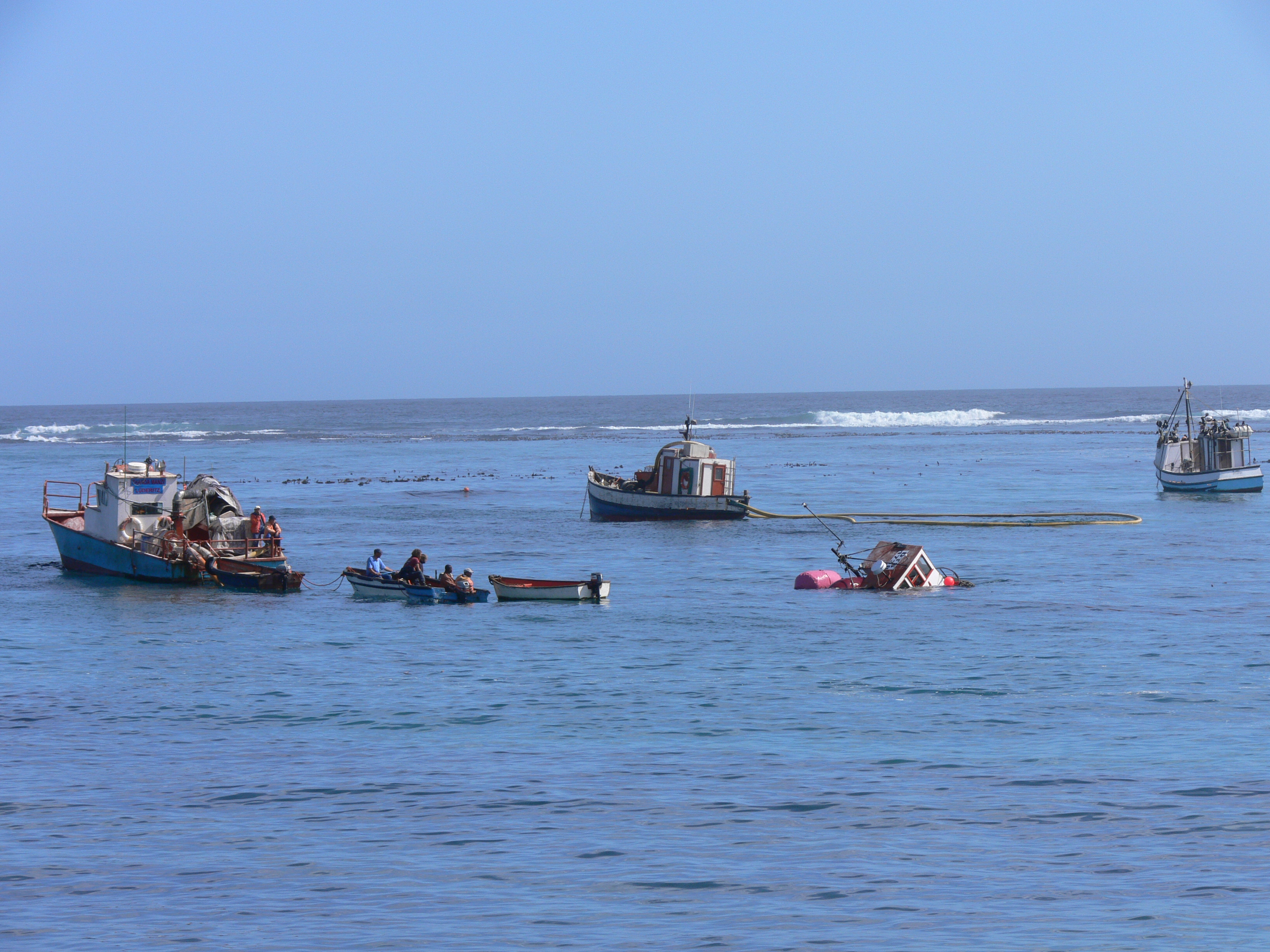
Fischer- und Diamentensuchboote im Hafen von Port Nolloth
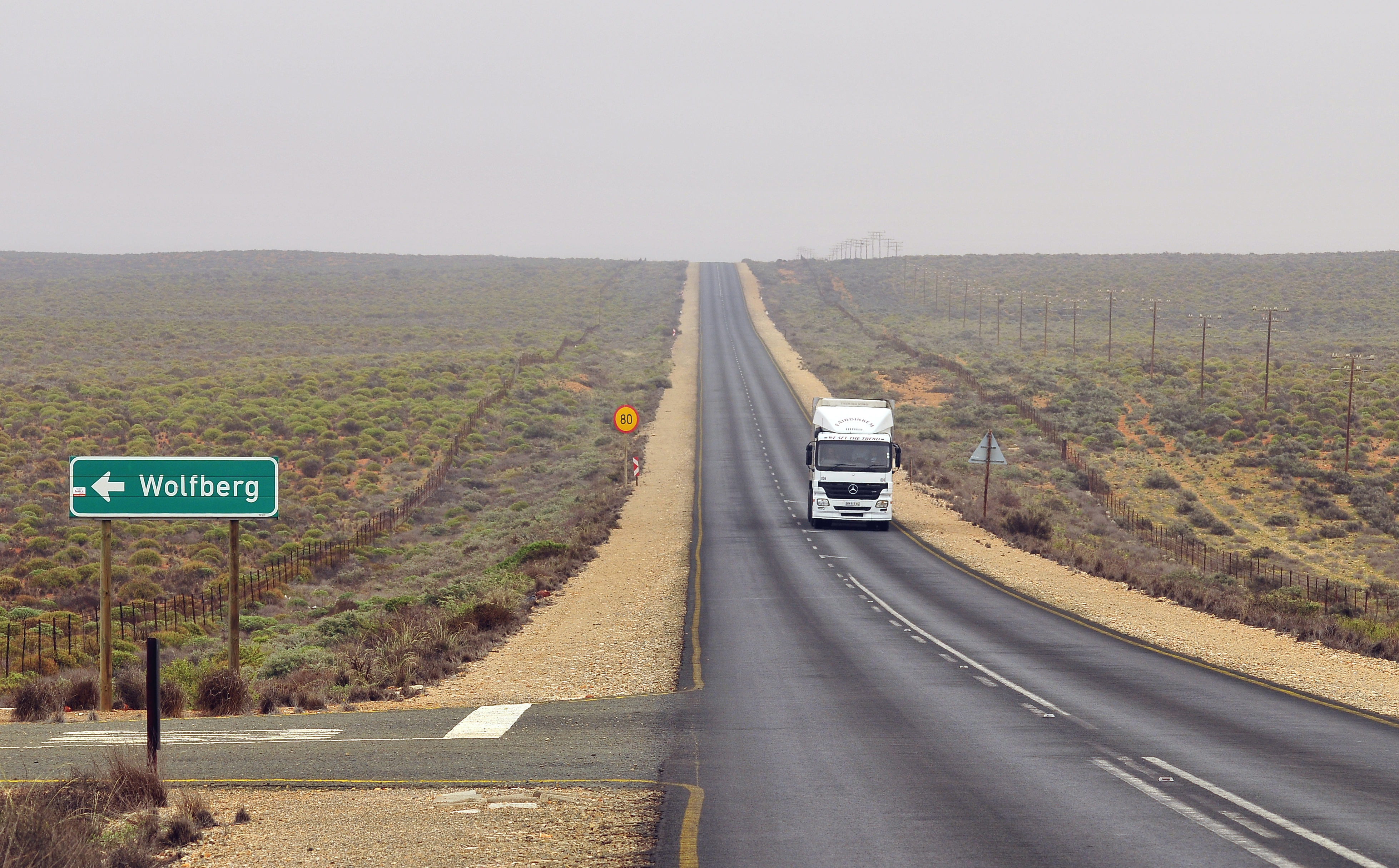
Regionalstraße R382 zwischen Port Nolloth und Steinkopf